# 1425
1425 (MCDXXV) var ett normalår som började en måndag i den julianska kalendern.

## Händelser

### November
- 12 november – Benedictus XIV utses till motpåve.

### Okänt datum
- Peking, huvudstaden i Kina, blir världens folkrikaste stad, och övertar ledningen från Nanking (uppskattat datum).[1]

## Födda
- 31 mars – Bianca Maria Visconti, hertiginna av Milano
- 14 oktober – Alesso Baldovinetti, florentinsk målare.
- Kort Rogge, biskop i Strängnäs (född i Stockholm troligen detta år).
- Ture Turesson (Bielke), svensk riddare och riksråd, marsk 1457–1464 (född omkring detta år).

## Avlidna
- 18 januari – Edmund Mortimer, engelsk earl av Ulster och March.
- 21 juli – Manuel II Palaiologos, bysantinsk kejsare.
- Margareta, samisk missionär.

### Fotnoter
1. ↑  ”Geography at about.com”. Arkiverad från originalet den 27 maj 2005. https://web.archive.org/web/20050527095609/http://geography.about.com/library/weekly/aa011201a.htm. Läst 18 mars 2011.